# Bajadera (balet)
Bajadera (rus. Баядерка, fran. La Bayadère) je klasični balet v treh dejanjih (štirih slikah) skladatelja Ludwiga Minkusa in libretista - koreografa Mariusa Petipaja. Krstna predstava je bila 4. februarja 1877 v sankt peterburškem gledališču Bolšoj. V glavni vlogi je tedaj nastopila ruska primabalerina Ekaterina Vazem, ki ji je bila vloga Nikije ena najljubših.
Zadnja uprizoritev baleta Bajadera na naših tleh je bila v sezoni 2009/2010 v koprodukciji mariborske in ljubljanske Opere.

## Plesne vloge
- Nikija, bajadera, zaljubljena v Solorja
- Gamzati, Dugmantina hčer in bajaderina tekmica
- Solor, vojščak
- Zlati idol, bog Šiva
- Radža Dugmanta, Nikijin oče
- Brahman, svečenik
- Fakir Madavaja
- Ida, služkinja

## Vsebina
Dogajanje je postavljeno v Indijo.

### Prvo dejanje
Prva slika - posvetitev ognja
Solor zavrne vojščake, ki ga vabijo na lov. Sam se želi udeležiti praznovanja ognja, ker bo tam tudi bajadera Nikija, ki jo skrivaj ljubi.
V spremstvu svečenikov nato prižgejo sveti ogenj. Bajadere prično s plesnim obredjem. Navzoči nestrpno pričakujejo nastop Nikije. Brahman jo po plesu pokliče k sebi in ji razkrije svojo ljubezen. Zaslepljen od ljubezni ji ponuja bogastva Indije in pozabi na svoj posvečeni položaj. Nikija pa starega svečenika ne mara.
Po končanem slavju svečeniki odidejo v tempelj. Srečata se Nikija in Solor ter si izpovesta ljubezen. Solor ji pri tem podari bel šal in predlaga, da bi zbežala daleč proč.
Skrivaj ju je opazoval veliki brahman, ki ljubosumen priseže maščevanje.
Druga slika - nevarna tekmeca
Na vrtu palače se zbirajo povabljenci, ki želijo pozdraviti Gamzati, radževo hči. Ta hčeri sporoči, da se bo poročila s Solorjem, najboljšim vojščakom. Gamzati je nad očetovo odločitvijo navdušena, Solor pa ne more pozabiti obljube, ki jo je večer prej dal ljubljeni Nikiji. Ker pa je bil poročni dogovor sklenjen pred mnogimi leti, je Solor nemočen.
Pride bajadera Nikija, ker mora s plesom posvetiti Gamzati v nevesto. 
Brahman zaupa radži skrivno ljubezen Solorja in Nikije, ker želi vojščaku škodovati. Radža ga opozori na dogovor, Nikija pa bo morala za to umreti.
Gamzati, ki je poslušala pogovor med očetom in svečenikom, se sestane z Nikijo, ki jo želi z darovi odvrniti od Solorja. Pogumna bajadera se ljubezni ne želi odreči. Nad Gamzati v besu celo dvigne kindžal, a jo služkinja Ida odvrne od dejanja. Radževa hči jezna zahteva maščevanje - bajaderino smrt.

### Drugo dejanje
Bajaderina smrt
Na vrtu se pričenja poročni obred. V znamenje blagoslova se pojavi še bog Šiva, zlati idol. Navzoči slavijo mladi par, med njimi je tudi Nikija, ki mora plesati. Razočarani in žalostni ter obupani izročijo košaro s cvetjem. V tem vidi Solorjevo darilo, zato postane zaslepljena. Iz cvetja se priplazi strupena kača, ki jo piči. Košara je bila le radževo in Gamzatino maščevanje.
Brahman ji ponudi protistrup, a le pod pogojem, da se odpove Solorju. Umirajoča ga zavrne, Solorja pa opozori na njegovo prisego.

### Tretje dejanje
Kraljestvo senc
Solor je potrt, žalost utaplja v opojnem kadilu. Ko pade v globoke sanje, se mu v prividu prikažejo sence, med katerimi je tudi Nikijin duh. Le-ta lebdi v popolni blaženosti v vrhu himalajskih vrhov in ga vabi, da se združita za vekomaj.

## Glasbeni primer
- Pas de Quatre iz baleta Bajadera